# Monte Calvo (Picentini)
Il monte Calvo è un rilievo montuoso situato nel comune di Campagna, nel parco regionale Monti Picentini fa parte dei monti Picentini ed è alto 1.333 m s.l.m.

## Descrizione
Rilievo calcareo-dolomitico, costituisce lo spartiacque tra i bacini idrogeografici del fiume Atri a ovest e del fiume Tenza a est.
Di forma conica, è caratterizzato da una forma simile alle montagne delle Dolomiti, con pennacchi rocciosi. Si presenta coperto da boschi di querce, castagni, cerri e tassi, ma nella cima la vegetazione è meno fitta (probabilmente è questo a dare origine al nome "Calvo").
Sul colle Girolo, contrafforte del versante meridionale, sono presenti i ruderi del castello Gerione; sul colle Romanella, contrafforte sito sul versante orientale, i resti del monastero di San Cataldo.

## Centrale idroelettrica Avigliano
A quota 503 m le acque del fiume Tenza vengono incanalate in una condotta lungo il versante orientale del monte Calvo, che induce un salto di 118 m.